# أندي سمايلي
أندي سمايلي (بالإنجليزية: Andy Smillie)‏ هو لاعب كرة قدم بريطاني، ولد في 15 مارس 1941 في London Borough of Redbridge ‏ في المملكة المتحدة. لعب مع سكونثورب يونايتد وكريستال بالاس ووست هام يونايتد.